# Caccobius histerinus
Caccobius histerinus là một loài bọ cánh cứng trong họ Bọ hung (Scarabaeidae).